# József Elöd
József Elöd – węgierski zapaśnik walczący w stylu klasycznym.
Zajął szóste miejsce na mistrzostwach świata w 1908; siódme w 1911 i ósme w 1910. Brązowy medalista mistrzostw Europy w 1911; czwarty w 1912 i 1913 roku. Mistrz kraju w 1908, 1909 i 1910 roku.